# Place du marché de Savonlinna
La place du marché de Savonlinna (finnois : Savonlinnan kauppatori) est la place de marché principale du centre-ville de Savonlinna en Finlande.

## Présentation
La place du marché est bordée par la rue Olavinkatu au nord, la rue Kauppatori à l'est, le lac Pihlajavesi au sud et le détroit Haapasalmi à l'ouest. 
Elle mesure environ 125 mètres de long dans la direction nord-sud et environ 35 mètres de large dans la direction ouest-est.
Le pont piétonnier enjambant le détroit Haapasalmi, nommé Haapasalmenraitti, est construit en 2003 à l'extrémité sud de la place du marché.
Il donne accès à la Savonlinnasali.

## Activités
Au fil des décennies, la place du marché de Savonlinna est devenue le centre de la ville pendant l'été: c'est une attraction touristique populaire, lieu d'événements, de rencontre et de cafés.
Le port de passagers et les parcs les plus importants de la ville sont dans l'entourage de la place du marché.
L'ouverture du festival d'opéra de Savonlinna a lieu chaque jour dans le parc Satamapuisto à côté de la place du marché.
Le marché de Savonlinna propose de l'artisanat traditionnel, des légumes, des baies et des fruits, du poisson, des plantes et des fleurs selon les saisons.
En outre, il existe divers produits de boulangerie sur le marché, dont le plus célèbre est le lörtsy (fi).

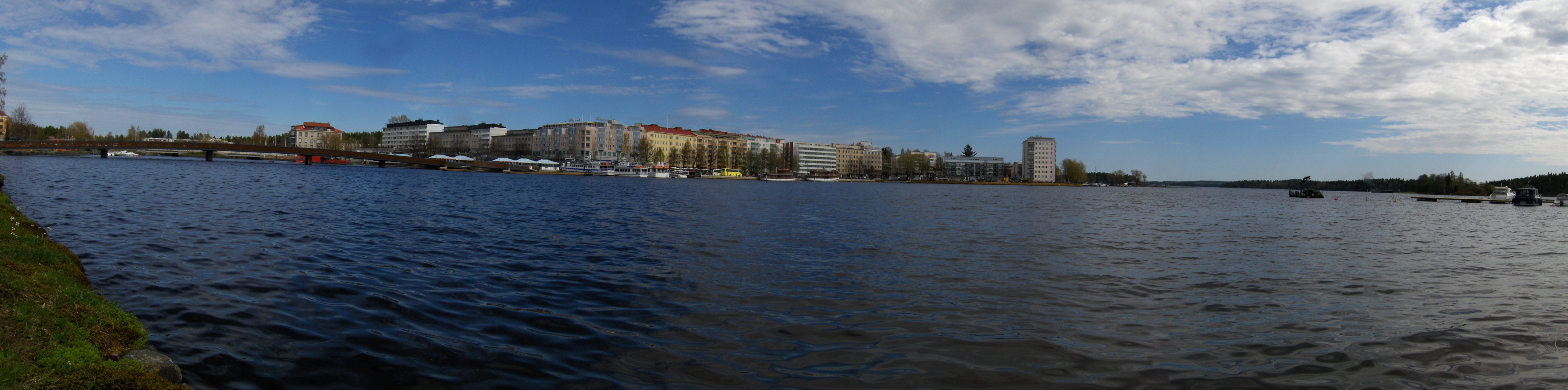
Au fond la place du marché.